# Малый Бакрче
Ма́лый Бакрче́ (тат. Кече Бакырчы) — село в Апастовском районе Республики Татарстан, в составе Среднебалтаевского сельского поселения.

## Этимология названия
Топоним произошёл от татарского слова «кече» (малый) и ойконима «Бакырчы».

## География
Деревня находится на реке Черемшан, в 23 км к западу от районного центра, посёлка городского типа Апастово.

## История
Деревня основана в XVII веке.
В XVIII – первой половине XIX веков жители относились к категории государственных крестьян. Основные занятия жителей в этот период – земледелие и скотоводство, был распространён бондарный промысел.
В «Списке населенных мест по сведениям 1859 года», изданном в 1866 году, населённый пункт упомянут как казённая деревня Малыя Бакарчи 2-го стана Тетюшского уезда Казанской губернии. Располагалась при речке Черемшанке, по правую сторону почтового тракта из Казани в Симбирск, в 61 версте от уездного города Тетюши и в 12 верстах от становой квартиры во владельческом селе Знаменское (Чипчаги). В деревне в 29 дворах жили 323 человека (154 мужчины и 169 женщин). Была мечеть.
В начале XX века в деревне функционировали мечеть, медресе, водяная мельница. В этот период земельный надел сельской общины составлял 636 десятин.
С 1930 года деревня входила в колхоз «Игенче».
До 1920 года деревня входила в Средне-Балтаевскую волость Тетюшского уезда Казанской губернии. С 1920 года в составе Тетюшского, с 1927 года – Буинского кантонов ТАССР. С 10 августа 1930 года в Апастовском, с 1 февраля 1963 года в Буинском, с 4 марта 1964 года в Апастовском районах.

## Население
| 1782 | 1859 | 1897 | 1908 | 1920 | 1926 | 1938 | 1949 | 1958 | 1970 | 1979 | 1989 | 2002 | 2010 | 2015 |
| ---- | ---- | ---- | ---- | ---- | ---- | ---- | ---- | ---- | ---- | ---- | ---- | ---- | ---- | ---- |
| 60   | 323  | 444  | 556  | 491  | 312  | 294  | 122  | 183  | 160  | 127  | 81   | 93   | 67   | 64   |

Национальный состав села: татары.

## Экономика
Жители работают преимущественно в сельскохозяйственном предприятии «Свияга», занимаются полеводством.

## Объекты культуры и медицины
В селе действуют сельский клуб, фельдшерско-акушерский пункт.

## Религиозные объекты
Мечеть «Фатхулислам» (2011 год).